# Beñesmen
Beñesmen ou Beñesmer était le nom que les aborigènes Guanches ont donné au mois d'août, c'était aussi la célébration de la récolte célébrée au cours de ce mois.
C'était le festival le plus important des anciens aborigènes des îles Canaries, principalement de l'île de Tenerife. Ce festival de la récolte a été considéré comme le symbole de la « nouvelle année », qui a coïncidé avec la récolte des récoltes. Il a été célébré lors de la première lune d'août.
À cette période de l'année, les terres et les zones d'élevage et de pêche ont été réparties. Aussi les produits de la récolte ont été offerts aux dieux, ils ont également offert du lait et du miel.
La fête de Beñesmen a été christianisée lors de la fête de la Vierge de Candelaria (patronne des îles Canaries) le 15 août.